# Wordsworth Donisthorpe
Wordsworth Donisthorp  est un avocat, un activiste politique et un inventeur anglais né le 24 mars 1847 à Leeds et mort le 30 janvier 1914 à Shottermill. Anarchiste individualiste et inventeur d'un ancêtre de la caméra de cinéma, il était également un promoteur du jeu d'échecs.

## Biographie
En 1876, Wordsworth Donisthorpe déposa un brevet pour un appareil permettant de faciliter la prise de vues successives à des intervalles de temps réguliers, et de donner l'impression à celui qui regarde de suivre le mouvement.
En 1885, Donisthorpe fut un des cofondateurs de la British Chess Association et du British Chess Club.